# Condado de Brodnica
Condado de Brodnica (polaco: powiat brodnicki) é um powiat (condado) da Polónia, na voivodia de Cujávia-Pomerânia. A sede do condado é a cidade de Brodnica. Estende-se por uma área de 1038,79 km², com 74 999 habitantes, segundo os censos de 2005, com uma densidade 72,2 hab/km².

## Divisões admistrativas
O condado possui:
Comunas urbanas: Brodnica
Comunas urbana-rurais: Górzno, Jabłonowo Pomorskie
Comunas rurais: Bartniczka, Bobrowo, Brodnica, Brzozie,  Osiek, Świedziebnia, Zbiczno
Cidades: Brodnica, Górzno, Jabłonowo Pomorskie

## Demografia
População (dados de 30 de Junho de 2005):
|          | Total   | Total | Mulheres | Mulheres | Homens  | Homens |
| -------- | ------- | ----- | -------- | -------- | ------- | ------ |
|          | pessoas | %     | pessoas  | %        | pessoas | %      |
| Total    | 74 999  | 100   | 38 050   | 50,7     | 36 949  | 49,3   |
| Cidades  | 32 521  | 100   | 17 033   | 52,4     | 15 488  | 47,6   |
| Povoados | 42 478  | 100   | 21 017   | 49,5     | 21 461  | 50,5   |